# Antoni Abramowicz (podstarości starodubowski)
Antoni Abramowicz herbu Lubicz odmienny (zm. 1762) – podstarości starodubowski, syn Samuela, stolnika wileńskiego.

## Sprawowane urzędy
- podstarości starodubowski 1754-63[2]

## Poseł na Sejm Rzeczypospolitej Obojga Narodów
- 1758 – z powiatu starodubowskiego

## Życiorys
Młodszy brat Jerzego, starosty starodubowskiego i wicemarszałka Trybunału Litewskiego (1755) i Andrzeja, kasztelana brzeskiego, posłów na Sejm Rzeczypospolitej Obojga Narodów.
Tak samo jak bracia był stronnikiem Radziwiłłów. Był porucznikiem (1750), a następnie chorążym petyhorskim spod znaku Jerzego Radziwiłła, wojewody nowogrodzkiego. Jako przedstawiciel koła wojskowego uczestniczył w sesji Sejmu Walnego w 1750 roku. Dzierżył starostwo czernickie.